# Трамвай Улан-Уде
Трамвай Улан-Уде — діюча трамвайна мережа в місті Улан-Уде, Росія. Введена в експлуатацію 16 грудня 1958 року.

## Історія
| Дата          | Хронологія історичних подій |
| ------------- | --- |
| 27.04.1953    | Перша згадка про початок проектування трамвайної мережі. У цей день виконком Улан-Удинської міської ради депутатів трудящих ухвалив рішення про необхідність будівництва в місті трамвайної мережі. |
| 1957          | Початок будівництва першої трамвайної лінії в місті Улан-Уде від Заудинського кільця до ПВЗ. |
| 16.12.1958    | Відкриття трамвайного руху в Улан-Уде. Вагонний парк складався з 18 вагонів моделі КТМ-1 / КТП-1 |
| 1960          | Відкрита друга лінія трамвая: 5,8 км шляху від Шишківки до вулиці Мухіна, пізніше перейменованої на проспект 50-річчя Жовтня. |
| 1961          | Побудована лінія від Заудинського кільця до Полотняної фабрики протяжністю 5,5 км. |
| 1964          | Парк вагонів збільшився до 74 одиниць. |
| Січень 1967   | Побудований нинішній трамвайний парк в Жовтневому районі на 100 одиниць двовісних вагонів типів КТМ-1 і КТМ-2. |
| 1969          | В Улан-Уде надійшли чотиривісні вагони типу КТМ-5. |
| 1970          | Введена в експлуатацію ділянка шляху від трамвайного депо до селища Нікольський протяжністю 6,2 км (район нинішньої зупинки «20А квартал»). |
| 1973          | Весь трамвайний парк оновлений на вдосконалені вагони КТМ-5М3. |
| 1975          | Відкрита трамвайна лінія від селища Нікольського до селища Мелкомбінат протяжністю 2,9 км. |
| 1981          | Відкрита трамвайна лінія через Новий міст на ділянці База — Стрілка протяжністю 4,4 км. |
| 1982          | Почалися поставки вагонів виробництва Усть-Катавського вагонобудівного заводу КТМ-5. |
| Листопад 1983 | Введена в експлуатацію лінія «ТСК — 40-й квартал» протяжністю 4,4 км. |
| 1989          | Схема трамвайного руху набула сучасні обриси, після того як було закольцовано рух від прохідної ЛВРЗ до Стрілки протяжністю 4,9 км. |
| 1993          | Депо отримало перші вагони моделі 71-608К. |
| 2004          | Підприємство першим з регіонів Сибіру і Далекого Сходу освоїло експлуатацію вагонів нової модифікації 71-619КТ. Почалися поставки вагонів виробництва Усть-Катавського вагонобудівного заводу 71-619КТ. |
| 2005          | Рішенням Улан-Удинської міської ради від 24.03.2005 з 1 квітня року вартість проїзду в трамваї становить 6 ₽. |
| 2006          | Трамваєм здійснено до 30% обсягу перевезень пасажирів. |
| 2007          | У вересні введений в експлуатацію автомобільний шляхопровід з трамвайним рухом між 20 і 40 кварталами. В місті діє 4 трамвайних маршрути загальною протяжністю 70,4 км. Експлуатаційна довжина трамвайної мережі у 2007 році становила 24,1 км. |
| 2008          | Рішенням сесії Улан-Удинської міської ради від 26.05.2008 з 1 червня вартість проїзду в трамваї підвищена до 8 ₽. Вартість проїзних квитків складає для студентів і пенсіонерів — 250 ₽, для учнів — 200 ₽, соціальний проїзний (для федеральних пільговиків) — 250 ₽. За 55 років трамваєм перевезено 1 мільярд 663 мільйони пасажирів, пробіг склав 170 млн км. |
| 2010          | Рішенням сесії Улан-Удинської міської ради від 26.11.2009 з 1 січня 2010 року вартість проїзду в трамваях становить 10 ₽. Нова вартість проїзних квитків для студентів і пенсіонерів — 600 ₽, для учнів — 300 ₽. |
| 2011          | Рішенням сесії Улан-Удинської міської ради від 16.06.2011 з 1 липня проїзд у трамваях Улан-Уде становить 11 ₽ (оплата кондуктору у вагоні). Вартість проїзних квитків для студентів і пенсіонерів — 660 ₽, для учнів — 330 ₽, соціального проїзного залишиться колишньою — 250 м на місяць. З жовтня на трамвайному маршруті № 4 діє безкоштовна мережа Wi-Fi. Частина трамваїв оснащена відеореєстраторами, інтервал руху становить 5-7 хвилин. Щоденно на лінію виходять 45 вагонів. |
| 2012          | Рішенням сесії Улан-Удинської міської ради від 11.10.2012 з 25 жовтня проїзд у трамваях Улан-Уде становить 14 ₽. |
| 2013          | З вересня експлуатуються обгонні шляхи на кінцевій станції «Шишківка» протяжністю 0,2 км. МУП «Управління трамвая» стало переможцем національної громадської премії транспортної галузі «Золота колісниця» в номінації «Краще російське регіональне підприємство транспорту загального користування». |
| 2016          | Рішенням сесії Улан-Удинської міської ради від 25.02.2016 з 5 березня вартість проїзду становить 15 ₽. |
| 2017          | З 4 квітня в трамваях запроваджено безготівкову систему оплати проїзду, розрахуватися за проїзд можна банківською карткою, смартфоном або смарт-годинником. |
| 2021          | 19 жовтня відкриті два нових кільцевих маршрути № 7 та № 8 через Бурятський науковий центр. |

## Маршрути
Трамвайні перевезення здійснює МУП «Управління трамвая».

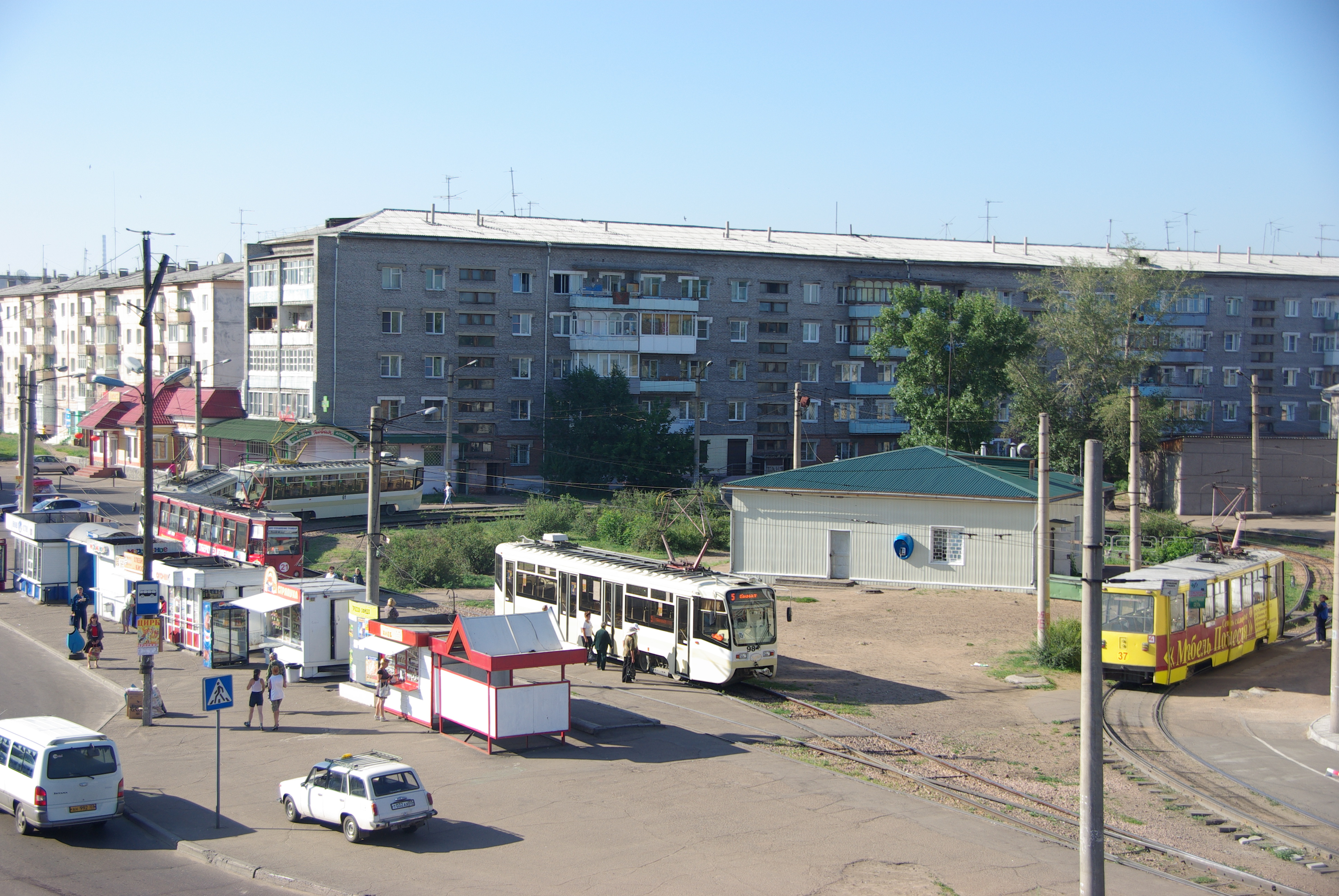
К/ст. трамвайних маршрутів № 4 і 5 «Мелкомбінат»

В місті діє 6 трамвайних маршрута. 
| Перелік трамвайних маршрутів в м. Улан-Уде | Перелік трамвайних маршрутів в м. Улан-Уде                                                     | Перелік трамвайних маршрутів в м. Улан-Уде |
| №                                          | Маршрут руху                                                                                   | Примітки                                   |
| Діючі маршрути                             | Діючі маршрути                                                                                 | Діючі маршрути                             |
| ------------------------------------------ | ---------------------------------------------------------------------------------------------- | ------------------------------------------ |
| 1                                          | Шишківка — Стрілка — 40-й квартал — Центральний ринок — Шишківка                               | За годинниковою стрілкою                   |
| 2                                          | Шишківка — Центральний ринок — 40-й квартал — Стрілка — Шишківка                               | Проти годинникової стрілки                 |
| 4                                          | ЛВРЗ — Бурятський науковий центр — Мелкомбінат                                                 |                                            |
| 5                                          | Шишківка — Стрілка — Мелкомбінат                                                               |                                            |
| 7                                          | Бурятський науковий центр — Ботанічна вул. — просп. Автомобілістів — Бурятський науковий центр | Проти годинникової стрілки                 |
| 8                                          | Бурятський науковий центр — просп. Автомобілістів — Ботанічна вул. — Бурятський науковий центр | За годинниковою стрілкою                   |
| Скасовані маршрути                         |                                                                                                |                                            |
| 1                                          | ЛВРЗ — Фабрика Пош                                                                             |                                            |
| 2                                          | Шишківка — Фабрика Пош                                                                         |                                            |
| 3                                          | ЛВРЗ — Шишківка                                                                                |                                            |
| 4                                          | Вулиця Кірова — Мелкомбінат                                                                    |                                            |
| 5                                          | Вулиця Кірова — Шишківка                                                                       |                                            |
| 6                                          | Стрілка — Фабрика ПОШ                                                                          |                                            |
| 7                                          | Вулиця Кірова — 40-й квартал                                                                   |                                            |

## Рухомий склад
Вагонний парк повністю складається з вагонів виробництва Усть-Катавського вагонобудівного заводу моделей КТМ-5 (поставки 1982—1991 років), КТМ-8 (1993—1994, 1998—2000), КТМ-19 (2004—2008).
| Статистика рухомого складу станом на травень 2019 року | Статистика рухомого складу станом на травень 2019 року | Статистика рухомого складу станом на травень 2019 року |
| Тип моделі                                             | Фото                                                   | Кількість                                              |
| ПАСАЖИРСЬКИЙ                                           | ПАСАЖИРСЬКИЙ                                           | ПАСАЖИРСЬКИЙ                                           |
| ------------------------------------------------------ | ------------------------------------------------------ | ------------------------------------------------------ |
| 71-619КТ                                               |                                                        | 20                                                     |
| КТМ-5М3 (71-605)                                       |                                                        | 15                                                     |
| 71-605А                                                |                                                        | 12                                                     |
| КТМ-8К (71-608К)                                       |                                                        | 12                                                     |
| КТМ-8М (71-608КМ)                                      |                                                        | 4                                                      |
|                                                        | Всього:                                                | 63                                                     |
| СЛУЖБОВИЙ                                              |                                                        |                                                        |
| 71-605 (КТМ-5М3)                                       |                                                        | 7                                                      |
| ГС-4 (КРТТЗ)                                           |                                                        | 1                                                      |
| ПРМ-3М (КЗТО)                                          |                                                        | 1                                                      |
| ТК-28Б                                                 |                                                        | 1                                                      |
| ВТК-01                                                 |                                                        | 1                                                      |
| ТК-28                                                  |                                                        | 1                                                      |
|                                                        | Всього:                                                | 12                                                     |

## Галерея

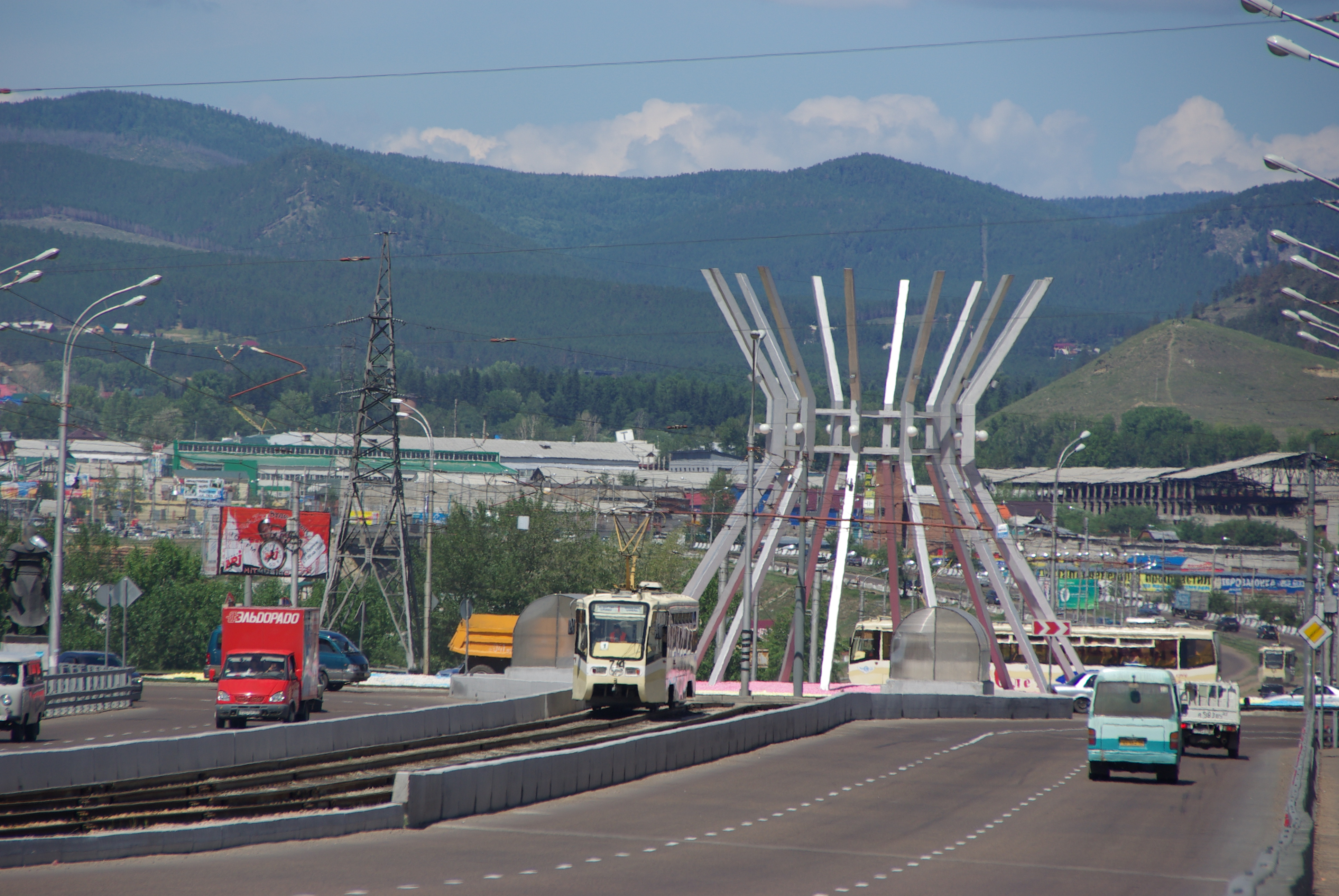
71-619КТ № 74
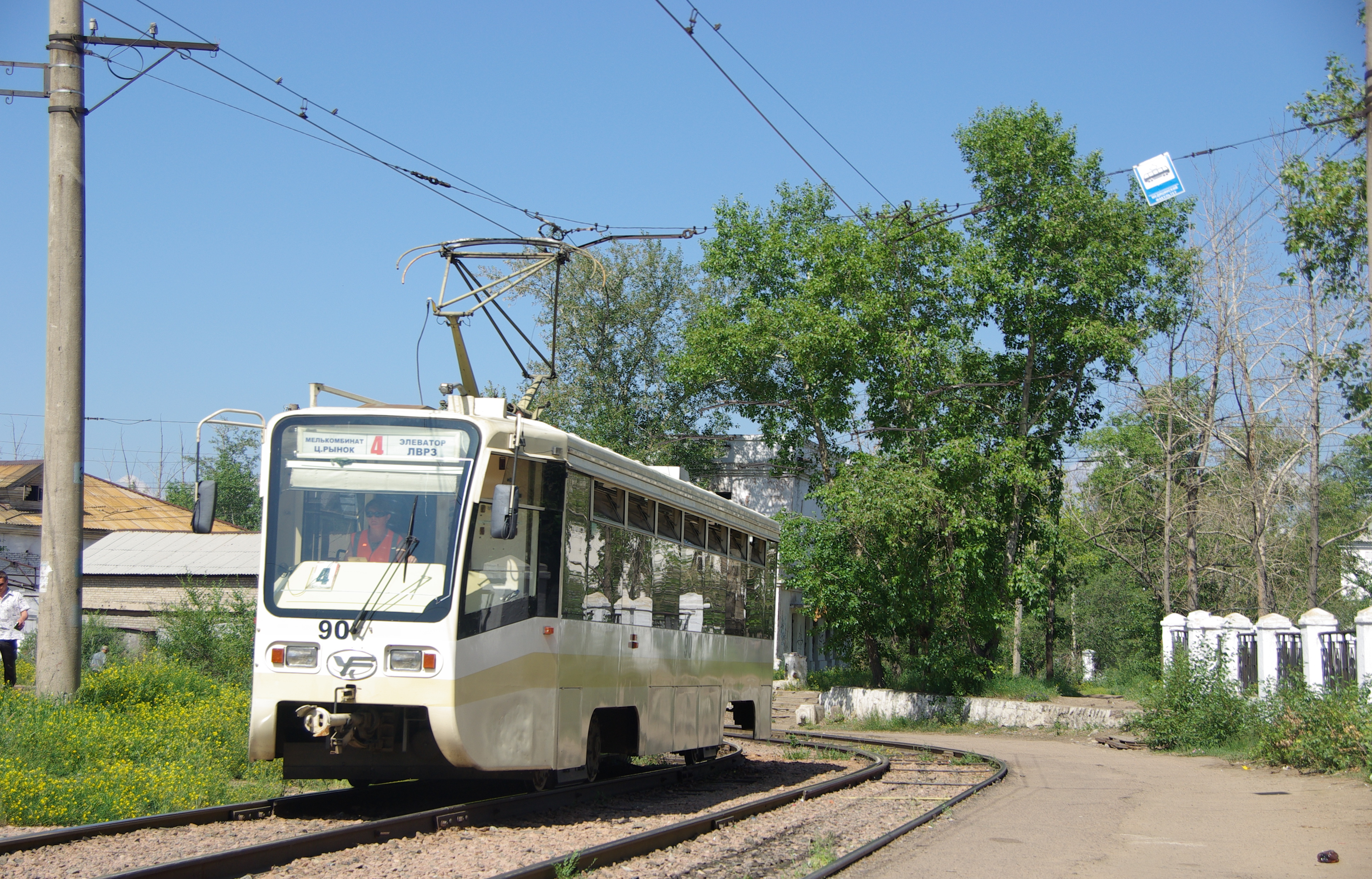
71-619КТ № 90
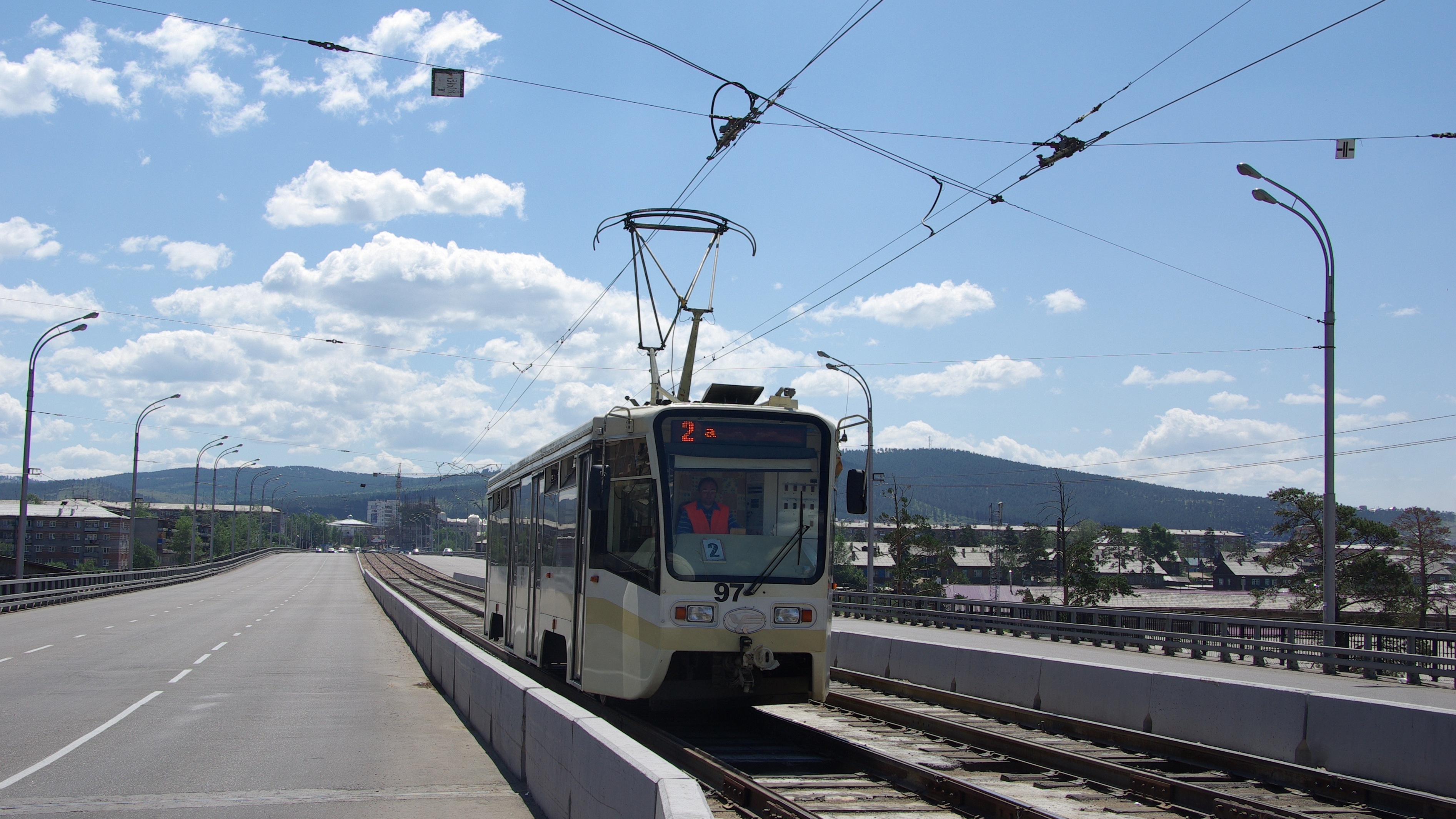
71-619КТ № 97
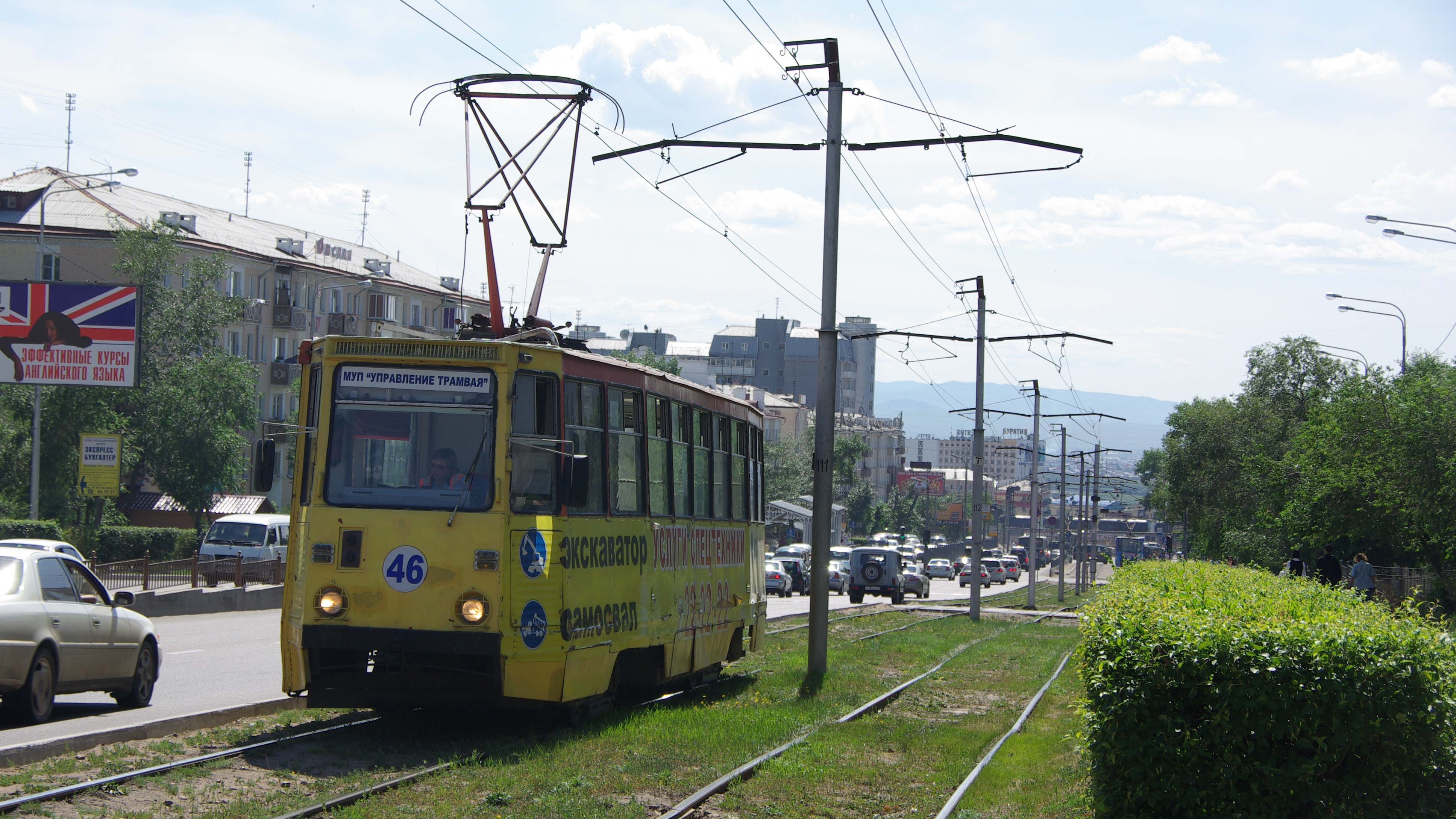
КТМ-5М3 (71-605) № 46
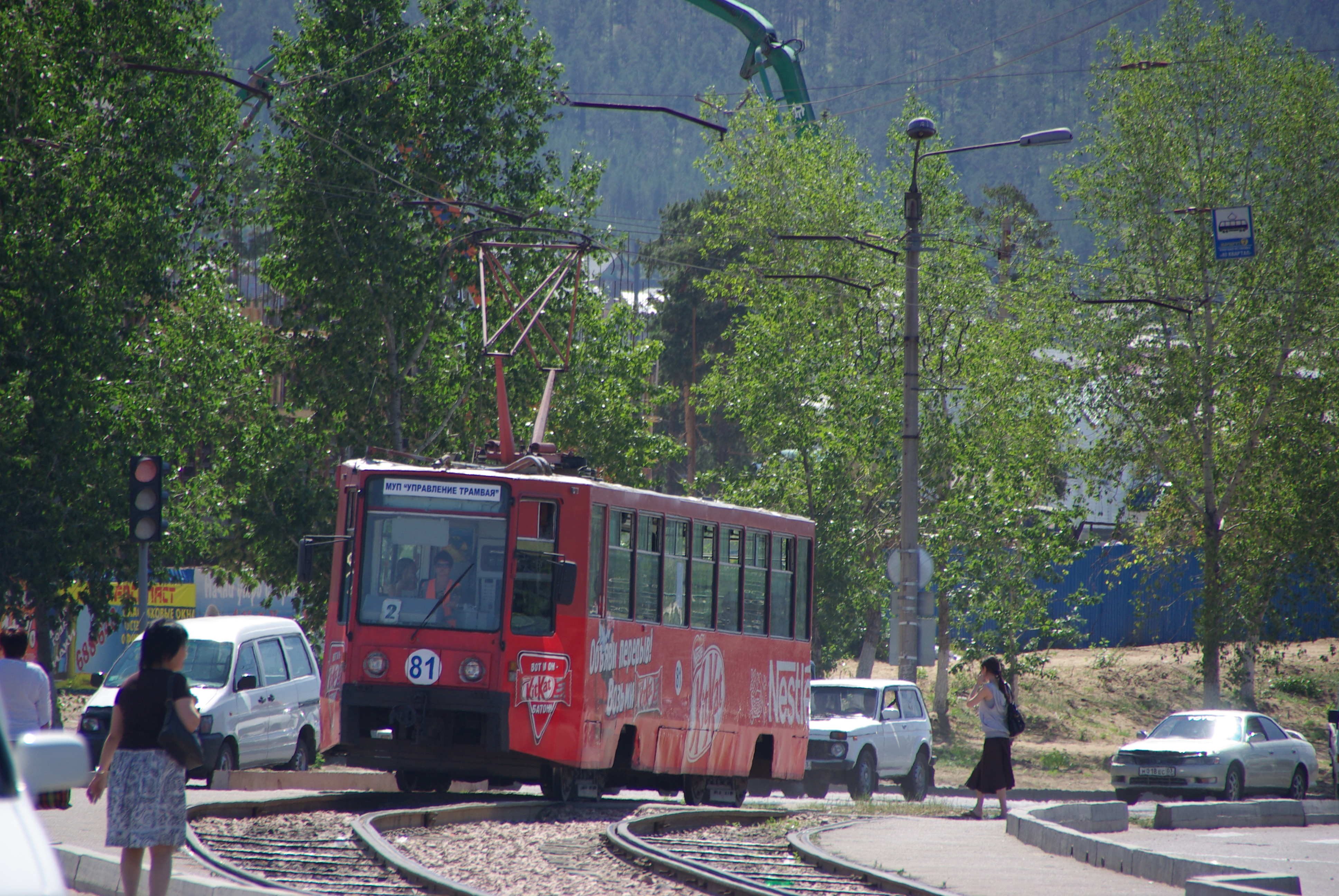
КТМ-8К (71-608К) № 81